# Krisztián Vadócz
Krisztián Vadócz (Budapest, 30 maggio 1985) è un calciatore ungherese, centrocampista dell'Episkopī.

## Biografia
Nei primi anni 2000 era considerato come uno dei giovani talenti più promettenti del calcio magiaro.

## Carriera

### Club
Nato a Kispest XIX Circoscrizione della periferia di Budapest cresce con la squadra locale dell'Honvéd dove fa tutta la trafila nelle giovanili fino a debuttare in prima squadra, dove nell'arco di tre stagioni diventa il beniamino della tifoseria collezionando 72 presenze e 7 reti. Nell'agosto del 2005 passa ai francesi dell'Auxerre che lo inseriscono nella squadra B riuscendo in una stagione e mezza a segnare 2 reti in 32 presenze, nel gennaio 2007 viene mandato in prestito per sei mesi agli scozzesi del Motherwell dove scende in campo in 11 occasioni senza mai andare a segno. Rientrato dal prestito viene acquistato dal N.E.C., con la squadra olandese riuscirà a giocare un ottimo campionato, aiutando la squadra ad arrivare all'ottavo posto e a qualificarsi per la Coppa UEFA 2008-2009 con 28 presenze e 2 gol. Le buone prestazioni gli valgono la chiamata dell'Osasuna club militante nella massima serie spagnola, dove nelle tre stagioni disputate con la maglia della squadra di Pamplona diventa uno dei titolari inamovibili e giocatori chiave del centrocampo facendo segnare 9 reti in 64 incontri disputati. La stagione 2010-11 lo vede ritornare al N.E.C. dove in una sola annata col club olandese giocherà 31 partite segnando una rete rimanendo svincolato al termine della stagione, il 6 settembre 2012 si accasa ai danesi dell'Odense dove in due stagioni torna a disputare ottimi risultati con 9 reti in 36 presenze. Dopo un periodo da svincolato il 14 novembre 2014 accetta la proposta del Pune City club militante nel neonato campionato indiano allenato dall'italiano Franco Colomba. Il 16 febbraio 2015 passa agli svizzeri del Grasshopper dove raccoglie 15 presenze e 2 reti, mentre per la stagione 2015-16 ritorna in Spagna firmando un contratto con l'Alavés ma dopo 3 presenze e 0 gol, a gennaio 2016 cambia di nuovo maglia passando agli australiani del Perth Glory chiudendo la stagione con un gol in 10 presenze. Nel luglio 2016 ritorna nuovamente in India per giocare il campionato locale 2016 con la maglia del Mumbai City dove con 14 presenze e 3 reti aiuterà la squadra a piazzarsi 1º nella stagione regolare, ma fermandosi alle semifinali per la lotta del titolo. L'11 gennaio 2017 cambia nuovamente squadra andando a giocare questa volta con il Kitchee formazione leader della massima serie di Hong Kong risultando il suo ottavo club al livello continentale, confermandosi un vero e proprio giramondo. Nelle due stagioni passate in oriente diventa l'idolo del campionato, venendo premiato come giocatore dell'anno e vincendo ben 7 trofei con la squadra di Caolun con un bilancio di 10 reti messe a segno in 27 incontri disputati. Il 4 luglio 2018 a distanza di 13 anni dall'ultima volta ritorna al suo paese natale firmando nuovamente con l'Honvéd scatenando la gioia dei tifosi, esordisce pochi giorni dopo nell'andata del 1º turno di qualificazione all'Europa League contro i macedoni del Rabotnicki. Il 28 agosto dopo soli 6 incontri disputati in campionato lascia la squadra ungherese rimanendo svincolato. Pochi giorni dopo accetta la proposta dei Kitchee tornando così a distanza di pochi mesi ad Hong Kong firmando un contratto annuale, riesce a vincere la coppa nazionale e la Coppa di Lega. Il 13 settembre torna nuovamente all'Honvéd squadra del suo quartiere natale da cui ha fatto tutta la trafila nelle giovanili fino ad esordire ufficialmente, facendo così il terzo ritorno in carriera, firmando anche qui un contratto annuale. In tutte le competizioni è titolare dimostrando le 11 presenze in campionato su altrettanti incontri e le 3 partite di Coppa d'Ungheria dove il 4 dicembre nella sfida vinta 3-1 contro il riesce anche a segnare una rete. Il 6 gennaio 2020 con ancora un contratto valido sei mesi lascia l'Ungheria per accettare la proposta del Peñarol confermandosi un vero e proprio giocatore giramondo toccando così dopo Francia, Scozia, Paesi Bassi, Spagna, Danimarca, India, Svizzera ed Hong Kong il decimo paese ovvero l'Uruguay.

### Nazionale
Dal 2004 fa parte della Nazionale ungherese dove in alcune occasioni ha indossato la fascia da capitano, mentre dal 2004 al 2006 si è alternato con l'Nazionale Under-21 giocando 3 incontri.

## Statistiche

### Presenze e reti nei club
Statistiche aggiornate al 9 gennaio 2020.
| Stagione            | Squadra          | Campionato       | Campionato | Campionato | Coppe nazionali | Coppe nazionali | Coppe nazionali | Coppe continentali | Coppe continentali | Coppe continentali | Altre coppe | Altre coppe | Altre coppe | Totale | Totale |
| Stagione            | Squadra          | Comp             | Pres       | Reti       | Comp            | Pres            | Reti            | Comp               | Pres               | Reti               | Comp        | Pres        | Reti        | Pres   | Reti   |
| ------------------- | ---------------- | ---------------- | ---------- | ---------- | --------------- | --------------- | --------------- | ------------------ | ------------------ | ------------------ | ----------- | ----------- | ----------- | ------ | ------ |
| 2002-2003           | Honvéd           | NBI              | 13         | 0          | MK              | 1               | 1               | Int.               | 1                  | 0                  | -           | -           | -           | 15     | 1      |
| 2003-2004           | Honvéd           | NBII             | 28         | 1          | MK              | 4               | 0               | -                  | -                  | -                  | -           | -           | -           | 32     | 1      |
| 2004-2005           | Honvéd           | NBI              | 28         | 5          | MK              | 3               | 2               | CU                 | 4                  | 0                  | -           | -           | -           | 35     | 7      |
| lug.-ago. 2005      | Honvéd           | NBI              | 3          | 1          | MK              | -               | -               | -                  | -                  | -                  | -           | -           | -           | 3      | 1      |
| ago. 2005-2006      | Auxerre B        | CFA              | 20         | 2          | -               | -               | -               | -                  | -                  | -                  | -           | -           | -           | 20     | 2      |
| 2006-gen. 2007      | Auxerre B        | CFA              | 12         | 0          | -               | -               | -               | -                  | -                  | -                  | -           | -           | -           | 12     | 0      |
| Totale Auxerre B    | Totale Auxerre B | Totale Auxerre B | 32         | 2          |                 | -               | -               |                    | -                  | -                  |             | -           | -           | 32     | 2      |
| gen.-giu. 2007      | Motherwell       | SP               | 11         | 0          | SC+CdL          | 0+-             | 0+              | -                  | -                  | -                  | -           | -           | -           | 11     | 0      |
| 2007-2008           | N.E.C.           | ED               | 27+6       | 2+1        | CO              | 2               | 0               | -                  | -                  | -                  | -           | -           | -           | 35     | 3      |
| 2008-2009           | Osasuna          | PD               | 20         | 2          | CR              | 4               | 0               | -                  | -                  | -                  | -           | -           | -           | 24     | 2      |
| 2009-2010           | Osasuna          | PD               | 20         | 4          | CR              | 3               | 0               | -                  | -                  | -                  | -           | -           | -           | 23     | 4      |
| 2010-2011           | Osasuna          | PD               | 31         | 3          | CR              | 2               | 0               | -                  | -                  | -                  | -           | -           | -           | 33     | 2      |
| Totale Osasuna      | Totale Osasuna   | Totale Osasuna   | 71         | 9          |                 | 9               | 0               |                    | -                  | -                  |             | -           | -           | 80     | 9      |
| 2011-2012           | N.E.C.           | ED               | 29+2       | 1          | CO              | 4               | 2               | -                  | -                  | -                  | -           | -           | -           | 35     | 3      |
| Totale N.E.C.       | Totale N.E.C.    | Totale N.E.C.    | 64         | 4          |                 | 6               | 2               |                    | -                  | -                  |             | -           | -           | 70     | 6      |
| 2012-2013           | Odense           | AL               | 24         | 7          | CD              | 2               | 0               | -                  | -                  | -                  | -           | -           | -           | 26     | 7      |
| 2013-2014           | Odense           | AL               | 12         | 2          | CD              | 2               | 0               | -                  | -                  | -                  | -           | -           | -           | 14     | 2      |
| Totale Odense       | Totale Odense    | Totale Odense    | 36         | 9          |                 | 4               | 0               |                    | -                  | -                  |             | -           | -           | 40     | 9      |
| 2014                | Pune City        | ISL              | 6          | 0          | -               | -               | -               | -                  | -                  | -                  | -           | -           | -           | 6      | 0      |
| feb.-giu. 2015      | Grasshoppers     | SL               | 15         | 2          | CS              | 1               | 0               | UCL+UEL            | -                  | -                  | -           | -           | -           | 16     | 2      |
| 2015-gen. 2016      | Alavés           | SD               | 3          | 0          | CR              | 1               | 0               |                    | -                  | -                  |             | -           | -           | 4      | 0      |
| gen.-giu. 2016      | Perth Glory      | AL               | 10+1       | 1          | FFACup          | -               | -               | -                  | -                  | -                  | -           | -           | -           | 11     | 1      |
| 2016                | Mumbai City      | ISL              | 14+2       | 3          | -               | -               | -               | -                  | -                  | -                  | -           | -           | -           | 16     | 3      |
| 2016-2017           | Kitchee          | HKPL             | 9          | 2          | HKFACup+SC      | 3+0             | 0+0             | ACL                | 2                  | 0                  | HKCS+HKCC   | 1+1         | 0+0         | 16     | 3      |
| 2017-2018           | Kitchee          | HKPL             | 18         | 8          | HKFACup+SC      | 3+4             | 0+3             | ACL                | 6                  | 0                  | HKCS+HKCC   | 1+0         | 0+0         | 32     | 11     |
| lug.-ago. 2018      | Honvéd           | NBI              | 6          | 0          | MK              | -               | -               | UEL                | 4                  | 0                  | -           | -           | -           | 10     | 0      |
| 2018-2019           | Kitchee          | HKPL             | 13         | 3          | HKFACup+SC      | 3+0             | 1+0             | ACL                | 1                  | 0                  | HKCS+HKCC   | 3+1         | 1+0         | 21     | 5      |
| Totale Kitchee      | Totale Kitchee   | Totale Kitchee   | 41         | 13         |                 | 13              | 4               |                    | 9                  | 0                  |             | 7           | 1           | 70     | 18     |
| set. 2019-gen. 2020 | Honvéd           | NBI              | 11         | 0          | MK              | 3               | 1               | UEL                | -                  | -                  | -           | -           | -           | 14     | 1      |
| Totale Honvéd       | Totale Honvéd    | Totale Honvéd    | 89         | 7          |                 | 11              | 4               |                    | 9                  | 0                  |             | -           | -           | 109    | 11     |
| Totale carriera     | Totale carriera  | Totale carriera  | 394        | 50         |                 | 49              | 10              |                    | 18                 | 0                  |             | 7           | 1           | 465    | 61     |

### Cronologia presenze e reti in nazionale
| Cronologia completa delle presenze e delle reti in nazionale ― Ungheria | Cronologia completa delle presenze e delle reti in nazionale ― Ungheria | Cronologia completa delle presenze e delle reti in nazionale ― Ungheria | Cronologia completa delle presenze e delle reti in nazionale ― Ungheria | Cronologia completa delle presenze e delle reti in nazionale ― Ungheria | Cronologia completa delle presenze e delle reti in nazionale ― Ungheria | Cronologia completa delle presenze e delle reti in nazionale ― Ungheria | Cronologia completa delle presenze e delle reti in nazionale ― Ungheria |
| Data                                                                    | Città                                                                   | In casa                                                                 | Risultato                                                               | Ospiti                                                                  | Competizione                                                            | Reti                                                                    | Note                                                                    |
| ----------------------------------------------------------------------- | ----------------------------------------------------------------------- | ----------------------------------------------------------------------- | ----------------------------------------------------------------------- | ----------------------------------------------------------------------- | ----------------------------------------------------------------------- | ----------------------------------------------------------------------- | ----------------------------------------------------------------------- |
| 30-11-2004                                                              | Bangkok                                                                 | Ungheria                                                                | 0 – 1                                                                   | Slovacchia                                                              | Amichevole                                                              | -                                                                       | 66’                                                                     |
| 14-12-2005                                                              | Phoenix                                                                 | Messico                                                                 | 2 – 0                                                                   | Ungheria                                                                | Amichevole                                                              | -                                                                       |                                                                         |
| 18-12-2005                                                              | Miami                                                                   | Antigua e Barbuda                                                       | 0 – 3                                                                   | Ungheria                                                                | Amichevole                                                              | 1                                                                       |                                                                         |
| 30-5-2006                                                               | Manchester                                                              | Inghilterra                                                             | 3 – 1                                                                   | Ungheria                                                                | Amichevole                                                              | -                                                                       | 83’                                                                     |
| 24-3-2007                                                               | Podgorica                                                               | Montenegro                                                              | 2 – 1                                                                   | Ungheria                                                                | Amichevole                                                              | -                                                                       | 84’                                                                     |
| 28-3-2007                                                               | Budapest                                                                | Ungheria                                                                | 2 – 0                                                                   | Moldavia                                                                | Qual. Euro 2008                                                         | -                                                                       |                                                                         |
| 2-6-2007                                                                | Heraklio                                                                | Grecia                                                                  | 2 – 0                                                                   | Ungheria                                                                | Qual. Euro 2008                                                         | -                                                                       | 74’                                                                     |
| 6-6-2007                                                                | Oslo                                                                    | Norvegia                                                                | 4 – 0                                                                   | Ungheria                                                                | Qual. Euro 2008                                                         | -                                                                       | 85’                                                                     |
| 17-11-2007                                                              | Chișinău                                                                | Moldavia                                                                | 3 – 0                                                                   | Ungheria                                                                | Qual. Euro 2008                                                         | -                                                                       | 39’                                                                     |
| 26-3-2008                                                               | Budapest                                                                | Ungheria                                                                | 0 – 1                                                                   | Slovenia                                                                | Amichevole                                                              | -                                                                       | 74’                                                                     |
| 24-5-2008                                                               | Budapest                                                                | Ungheria                                                                | 3 – 2                                                                   | Grecia                                                                  | Amichevole                                                              | 1                                                                       |                                                                         |
| 31-5-2008                                                               | Budapest                                                                | Ungheria                                                                | 1 – 1                                                                   | Croazia                                                                 | Amichevole                                                              | -                                                                       |                                                                         |
| 20-8-2008                                                               | Budapest                                                                | Ungheria                                                                | 3 – 3                                                                   | Montenegro                                                              | Amichevole                                                              | -                                                                       |                                                                         |
| 6-9-2008                                                                | Budapest                                                                | Ungheria                                                                | 0 – 0                                                                   | Danimarca                                                               | Qual. Mondiali 2010                                                     | -                                                                       |                                                                         |
| 10-9-2008                                                               | Solna                                                                   | Svezia                                                                  | 2 – 1                                                                   | Ungheria                                                                | Qual. Mondiali 2010                                                     | -                                                                       |                                                                         |
| 11-10-2008                                                              | Budapest                                                                | Ungheria                                                                | 2 – 0                                                                   | Albania                                                                 | Qual. Mondiali 2010                                                     | -                                                                       | 86’                                                                     |
| 19-11-2008                                                              | Belfast                                                                 | Irlanda del Nord                                                        | 0 – 2                                                                   | Ungheria                                                                | Amichevole                                                              | -                                                                       |                                                                         |
| 11-2-2009                                                               | Tel Aviv                                                                | Israele                                                                 | 1 – 0                                                                   | Ungheria                                                                | Amichevole                                                              | -                                                                       | 65’                                                                     |
| 28-3-2009                                                               | Tirana                                                                  | Albania                                                                 | 0 – 1                                                                   | Ungheria                                                                | Qual. Mondiali 2010                                                     | -                                                                       | 79’                                                                     |
| 1-4-2009                                                                | Budapest                                                                | Ungheria                                                                | 3 – 0                                                                   | Malta                                                                   | Qual. Mondiali 2010                                                     | -                                                                       | 80’                                                                     |
| 12-8-2009                                                               | Budapest                                                                | Ungheria                                                                | 0 – 1                                                                   | Romania                                                                 | Amichevole                                                              | -                                                                       | 83’                                                                     |
| 5-9-2009                                                                | Budapest                                                                | Ungheria                                                                | 1 – 2                                                                   | Svezia                                                                  | Qual. Mondiali 2010                                                     | -                                                                       |                                                                         |
| 9-9-2009                                                                | Budapest                                                                | Ungheria                                                                | 0 – 1                                                                   | Portogallo                                                              | Qual. Mondiali 2010                                                     | -                                                                       |                                                                         |
| 10-10-2009                                                              | Lisbona                                                                 | Portogallo                                                              | 3 – 0                                                                   | Ungheria                                                                | Qual. Mondiali 2010                                                     | -                                                                       | 56’                                                                     |
| 14-10-2009                                                              | Copenaghen                                                              | Danimarca                                                               | 0 – 1                                                                   | Ungheria                                                                | Qual. Mondiali 2010                                                     | -                                                                       | 87’                                                                     |
| 14-11-2009                                                              | Gand                                                                    | Belgio                                                                  | 3 – 0                                                                   | Ungheria                                                                | Amichevole                                                              | -                                                                       | 89’                                                                     |
| 29-5-2010                                                               | Budapest                                                                | Ungheria                                                                | 0 – 3                                                                   | Germania                                                                | Amichevole                                                              | -                                                                       |                                                                         |
| 5-6-2010                                                                | Amsterdam                                                               | Paesi Bassi                                                             | 6 – 1                                                                   | Ungheria                                                                | Amichevole                                                              | -                                                                       | 80’                                                                     |
| 11-8-2010                                                               | Londra                                                                  | Inghilterra                                                             | 2 – 1                                                                   | Ungheria                                                                | Amichevole                                                              | -                                                                       |                                                                         |
| 3-9-2010                                                                | Solna                                                                   | Svezia                                                                  | 2 – 0                                                                   | Ungheria                                                                | Qual. Euro 2012                                                         | -                                                                       |                                                                         |
| 7-9-2010                                                                | Budapest                                                                | Ungheria                                                                | 2 – 1                                                                   | Moldavia                                                                | Qual. Euro 2012                                                         | -                                                                       | 88’                                                                     |
| 8-10-2010                                                               | Budapest                                                                | Ungheria                                                                | 8 – 0                                                                   | San Marino                                                              | Qual. Euro 2012                                                         | -                                                                       | 63’                                                                     |
| 12-10-2010                                                              | Helsinki                                                                | Finlandia                                                               | 1 – 2                                                                   | Ungheria                                                                | Qual. Euro 2012                                                         | -                                                                       | 46’                                                                     |
| 9-2-2011                                                                | Dubai                                                                   | Azerbaigian                                                             | 0 – 2                                                                   | Ungheria                                                                | Amichevole                                                              | -                                                                       | 46’                                                                     |
| 25-3-2011                                                               | Budapest                                                                | Ungheria                                                                | 0 – 4                                                                   | Paesi Bassi                                                             | Qual. Euro 2012                                                         | -                                                                       | 46’                                                                     |
| 29-3-2011                                                               | Amsterdam                                                               | Paesi Bassi                                                             | 5 – 3                                                                   | Ungheria                                                                | Qual. Euro 2012                                                         | -                                                                       | 90’                                                                     |
| 3-6-2011                                                                | Lussemburgo                                                             | Lussemburgo                                                             | 0 – 1                                                                   | Ungheria                                                                | Amichevole                                                              | -                                                                       | 66’ 68’                                                                 |
| 10-8-2011                                                               | Budapest                                                                | Ungheria                                                                | 4 – 0                                                                   | Islanda                                                                 | Amichevole                                                              | -                                                                       | 46’                                                                     |
| 6-9-2011                                                                | Chișinău                                                                | Moldavia                                                                | 0 – 2                                                                   | Ungheria                                                                | Qual. Euro 2012                                                         | -                                                                       | 82’                                                                     |
| 11-10-2011                                                              | Budapest                                                                | Ungheria                                                                | 0 – 0                                                                   | Finlandia                                                               | Qual. Euro 2012                                                         | -                                                                       | 60’                                                                     |
| 6-6-2018                                                                | Brėst                                                                   | Bielorussia                                                             | 1 – 1                                                                   | Ungheria                                                                | Amichevole                                                              | -                                                                       | 46’                                                                     |
| 9-6-2018                                                                | Budapest                                                                | Ungheria                                                                | 1 – 2                                                                   | Australia                                                               | Amichevole                                                              | -                                                                       |                                                                         |
| Totale                                                                  |                                                                         | Presenze                                                                | 42                                                                      |                                                                         | Reti                                                                    | 2                                                                       |                                                                         |

## Palmarès

### Club

#### Competizioni nazionali
- Nemzeti Bajnokság II: 1

Honvéd: 2003-2004
- Hong Kong Premier League: 2

Kitchee: 2016-2017, 2017-2018
- Hong Kong Senior Challenge Shield: 2

Kitchee: 2016-2017, 2018-2019
- Hong Kong FA Cup: 3

Kitchee: 2016-2017, 2017-2018, 2018-2019
- Sapling Cup: 1

Kitchee: 2017-2018
- Hong Kong Community Shield: 1

Kitchee: 2017

### Individuale
- Giocatore dell'anno di Hong Kong: 1

2018